# Maren Völz
Maren Völz, född den 20 november 1999 i Nauen, är en tysk roddare.

## Karriär
Maren Völz tog brons tillsammans med de tyska damerna i scullerfyra vid olympiska sommarspelen 2024 i Paris.